# Liste der Naturdenkmale im Landkreis Emsland
Die Liste der Naturdenkmale im Landkreis Emsland enthält die Naturdenkmale im Landkreis Emsland in Niedersachsen.
Am 31. Dezember 2016 waren laut der Übersicht des Niedersächsischen Landesbetriebs für Wasserwirtschaft, Küsten- und Naturschutz in der Stadt Lingen (Ems) 13 und im übrigen Landkreis Emsland 64 Naturdenkmale verordnet. Die für Naturdenkmale zuständige Untere Naturschutzbehörde ist bei der Stadt Lingen (Ems) sowie für die übrigen Kommunen beim Landkreis Emsland zu finden.

## Emsbüren
| Bild | Bezeichnung | Ort, Lage                                             | Beschreibung                                                        | Schutzzweck | Nummer      |
| ---- | ----------- | ----------------------------------------------------- | ------------------------------------------------------------------- | ----------- | ----------- |
| BW   | Ilexhecke   | Emsbüren in Ellbergen (52° 27′ 19,9″ N, 7° 18′ 34″ O) | ABl. der Preuß. Regierung in Osnabrück Nr. 41 v. 14.10.1933 S. 131. |             | ND EL 00063 |
| BW   | Hünenburg   | Emsbüren (52° 23′ 21,3″ N, 7° 16′ 9,2″ O)             | ABl. der Regierung in Osnabrück Nr. 9 v. 2.05.1956 S. 32.           |             | ND EL 00076 |

## Geeste
| Bild | Bezeichnung | Ort, Lage                                                  | Beschreibung                                                       | Schutzzweck | Nummer      |
| ---- | ----------- | ---------------------------------------------------------- | ------------------------------------------------------------------ | ----------- | ----------- |
| BW   | Ilexhecke   | Geeste Lingener Straße 9 (52° 35′ 17,2″ N, 7° 13′ 54,3″ O) | ABl. für den Regierungsbezirk Osnabrück Nr. 8 v. 30.04.1967 S. 63. |             | ND EL 00022 |

## Haren (Ems)
| Bild                          | Bezeichnung         | Ort, Lage                                          | Beschreibung                                                         | Schutzzweck | Nummer      |
| ----------------------------- | ------------------- | -------------------------------------------------- | -------------------------------------------------------------------- | ----------- | ----------- |
| mehr Fotos \| Fotos hochladen | Ilexhecke bei Haren | Haren Geeststraße (52° 46′ 5,6″ N, 7° 13′ 10,7″ O) | ABl. für den Regierungsbezirk Weser-Ems Nr. 38 v. 24.09.1982 S. 905. |             | ND EL 00089 |

## Haselünne
| Bild | Bezeichnung                   | Ort, Lage                                                                        | Beschreibung                                                          | Schutzzweck | Nummer      |
| ---- | ----------------------------- | -------------------------------------------------------------------------------- | --------------------------------------------------------------------- | ----------- | ----------- |
| BW   | Wacholderhain Käseforth       | Haselünne (52° 41′ 6,4″ N, 7° 32′ 25,6″ O)                                       | ABl. der Preuß. Regierung in Osnabrück Nr. 45 v. 7.11.1936 S. 132.    |             | ND EL 00001 |
| BW   | Übergangsmoor Bruns Torffehn  | Haselünne (52° 39′ 12,6″ N, 7° 24′ 4,7″ O)                                       | ABl. der Preuß. Regierung in Osnabrück Nr. 45 v. 7.11.1936 S. 132.    |             | ND EL 00002 |
| BW   | Übergangsmoor Münster-Mörchen | Haselünne Zum Mühlenbusch 10 (52° 37′ 52,4″ N, 7° 29′ 5,1″ O)                    | ABl. der Preuß. Regierung in Osnabrück Nr. 45 v. 7.11.1936 S. 132.    |             | ND EL 00003 |
| BW   | Heidekolk Cordes-Pool         | Haselünne (52° 38′ 15,1″ N, 7° 30′ 50,9″ O)                                      | ABl. der Preuß. Regierung in Osnabrück Nr. 10 v. 6.03.1937 S. 22.     |             | ND EL 00004 |
| BW   | Steingrab                     | Haselünne südöstlich Zum Herthum/Herthumstraße (52° 44′ 54,2″ N, 7° 30′ 30,2″ O) | ABl. der Preuß. Regierung in Osnabrück Nr. 10 v. 12.03.1938 S. 32.    |             | ND EL 00005 |
| BW   | Steingrab                     | Haselünne südlich Westerloher Straße (52° 44′ 23,1″ N, 7° 30′ 51,6″ O)           | ABl. der Preuß. Regierung in Osnabrück Nr. 10 v. 12.03.1938 S. 32.    |             | ND EL 00006 |
| BW   | Steingrab                     | Haselünne Zum Herthum 15A (52° 44′ 54″ N, 7° 30′ 26″ O)                          | ABl. der Preuß. Regierung in Osnabrück Nr. 10 v. 12.03.1938 S. 32.    |             | ND EL 00007 |
| BW   | Gräfte von Haus Lotten        | Haselünne Im Kathen 1 (52° 38′ 29,8″ N, 7° 29′ 13,2″ O)                          | ABl. für den Regierungsbezirk Osnabrück Nr. 8 v. 30.04.1967 S. 62.    |             | ND EL 00021 |
| BW   | Blankes Poel                  | Haselünne (52° 37′ 33,4″ N, 7° 26′ 37,4″ O)                                      | ABl. für den Regierungsbezirk Weser-Ems Nr. 29 v. 28.09.1979 S. 1191. |             | ND EL 00023 |
| BW   | Graureiherkolonie Gut Eickhof | Haselünne Käseforth 2 (52° 40′ 4″ N, 7° 31′ 54,5″ O)                             | ABl. für den Regierungsbezirk Weser-Ems Nr. 14 v. 04.04.1985 S. 372.  |             | ND EL 00093 |
| BW   | Radde-Altarm Lohe             | Lohe Im Raddegrund (52° 42′ 32,8″ N, 7° 25′ 45,4″ O)                             | ABl. für den Regierungsbezirk Weser-Ems Nr. 33 v. 16.08.1985 S. 887.  |             | ND EL 00094 |
| BW   | Flahsdiek                     | Westerloh (52° 44′ 8,8″ N, 7° 28′ 0,3″ O)                                        | ABl. für den Regierungsbezirk Weser-Ems Nr. 33 v. 16.08.1985 S. 887.  |             | ND EL 00095 |
| BW   | Saatkrähenkolonie Haselünne   | Haselünne Neuer Grund 24 (52° 39′ 58,6″ N, 7° 29′ 13,4″ O)                       | ABl. für den Regierungsbezirk Weser-Ems Nr. 21 v. 22.05.1987 S. 446.  |             | ND EL 00096 |
| BW   | Kopfweiden                    | Lohe Im Raddegrund (52° 42′ 17,8″ N, 7° 24′ 21,3″ O)                             | ABl. für den Regierungsbezirk Weser-Ems Nr. 12 v. 25.03.1988 S. 339.  |             | ND EL 00101 |

## Meppen
| Bild                          | Bezeichnung                        | Ort, Lage                                                        | Beschreibung                                                          | Schutzzweck | Nummer      |
| ----------------------------- | ---------------------------------- | ---------------------------------------------------------------- | --------------------------------------------------------------------- | ----------- | ----------- |
| mehr Fotos \| Fotos hochladen | Steingrab: Der Steinerne Schlüssel | Meppen Apeldorner Hauptstraße 8 (52° 44′ 4,2″ N, 7° 23′ 40,5″ O) | ABl. der Regierung in Osnabrück St. 22 v. 1.12.1957 S. 108.           |             | ND EL 00017 |
| mehr Fotos \| Fotos hochladen | Findling                           | Meppen Süd-Nord-Straße 11 (52° 43′ 29,3″ N, 7° 10′ 36,7″ O)      | ABl. der Regierung in Osnabrück St. 22 v. 1.12.1957 S. 108.           |             | ND EL 00019 |
| mehr Fotos \| Fotos hochladen | Ilexhecke bei Versen               | Versen Spiekweg (52° 43′ 0,3″ N, 7° 15′ 5″ O)                    | ABl. für den Regierungsbezirk Weser-Ems Nr. 34 v. 27.08.1982 S. 827.  |             | ND EL 00087 |
| mehr Fotos \| Fotos hochladen | Eiche                              | Meppen Am Nachtigallenwäldchen (52° 41′ 24,8″ N, 7° 17′ 50,1″ O) | ABl. für den Regierungsbezirk Weser-Ems Nr. 34 v. 27.08.1982 S. 827.  |             | ND EL 00088 |
| BW                            | Helter Düne                        | Meppen Osterbergstraße (52° 40′ 46,9″ N, 7° 21′ 21,2″ O)         | ABl. für den Regierungsbezirk Weser-Ems Nr. 42 v. 22.10.1982 S. 1004. |             | ND EL 00090 |
| BW                            | Seerosenteich                      | Meppen (52° 42′ 50,7″ N, 7° 19′ 37,9″ O)                         | ABl. für den Regierungsbezirk Weser-Ems Nr. 46 v. 18.11.1983 S. 1057. |             | ND EL 00092 |

## Papenburg
In der Stadt Papenburg sind keine Naturdenkmale verordnet.

## Rhede (Ems)
| Bild                          | Bezeichnung    | Ort, Lage                                  | Beschreibung                                                 | Schutzzweck | Nummer      |
| ----------------------------- | -------------- | ------------------------------------------ | ------------------------------------------------------------ | ----------- | ----------- |
| mehr Fotos \| Fotos hochladen | Borsumer Spiek | Rhede (Ems) (53° 1′ 43″ N, 7° 17′ 46,7″ O) | ABl. der Regierung in Osnabrück Nr. 22 v. 29.05.1992 S. 657. |             | ND EL 00108 |

## Salzbergen
| Bild            | Bezeichnung | Ort, Lage                                          | Beschreibung                                                         | Schutzzweck | Nummer      |
| --------------- | ----------- | -------------------------------------------------- | -------------------------------------------------------------------- | ----------- | ----------- |
| Fotos hochladen | Buche       | Vorbexten Espel 3 (52° 20′ 0,3″ N, 7° 22′ 48,8″ O) | ABl. für den Regierungsbezirk Weser-Ems Nr. 34 v. 27.08.1982 S. 827. |             | ND EL 00085 |

## Twist
In der Gemeinde Twist sind keine Naturdenkmale verordnet.

## Samtgemeinde Dörpen
| Bild                          | Bezeichnung  | Ort, Lage                               | Beschreibung                                                      | Schutzzweck | Nummer      |
| ----------------------------- | ------------ | --------------------------------------- | ----------------------------------------------------------------- | ----------- | ----------- |
| mehr Fotos \| Fotos hochladen | Heeder Linde | Heede (52° 59′ 35,2″ N, 7° 17′ 45,4″ O) | ABl. der Preuß. Regierung in Osnabrück Nr. 15 v. 9.04.1932 S. 47. |             | ND EL 00024 |

## Samtgemeinde Freren
| Bild                          | Bezeichnung                                 | Ort, Lage                                | Beschreibung                                              | Schutzzweck | Nummer      |
| ----------------------------- | ------------------------------------------- | ---------------------------------------- | --------------------------------------------------------- | ----------- | ----------- |
| mehr Fotos \| Fotos hochladen | Steingrab: Großsteingrab in der Kunkenvenne | Thuine (52° 30′ 21,3″ N, 7° 30′ 22,8″ O) | ABl. der Regierung in Osnabrück Nr. 9 v. 2.05.1956 S. 32. |             | ND EL 00071 |

## Samtgemeinde Herzlake
| Bild            | Bezeichnung | Ort, Lage                                | Beschreibung                                                       | Schutzzweck | Nummer      |
| --------------- | ----------- | ---------------------------------------- | ------------------------------------------------------------------ | ----------- | ----------- |
| Fotos hochladen | Steingrab   | Lähden (52° 45′ 53,6″ N, 7° 34′ 16,1″ O) | ABl. der Preuß. Regierung in Osnabrück Nr. 10 v. 12.03.1938 S. 32. |             | ND EL 00013 |
| BW              | Steingrab   | Lähden (52° 45′ 5″ N, 7° 37′ 27,8″ O)    | ABl. der Preuß. Regierung in Osnabrück Nr. 10 v. 12.03.1938 S. 32. |             | ND EL 00014 |

## Samtgemeinde Lathen
| Bild                          | Bezeichnung                       | Ort, Lage                               | Beschreibung                                                        | Schutzzweck | Nummer      |
| ----------------------------- | --------------------------------- | --------------------------------------- | ------------------------------------------------------------------- | ----------- | ----------- |
| mehr Fotos \| Fotos hochladen | 3 Schlatts nordöstlich von Lathen | Lathen (52° 52′ 0,1″ N, 7° 20′ 31,7″ O) | ABl. für den Regierungsbezirk Weser-Ems Nr. 27 v. 7.07.1989 S. 653. |             | ND EL 00102 |

## Samtgemeinde Lengerich
| Bild            | Bezeichnung       | Ort, Lage                                                      | Beschreibung                                                      | Schutzzweck | Nummer      |
| --------------- | ----------------- | -------------------------------------------------------------- | ----------------------------------------------------------------- | ----------- | ----------- |
| Fotos hochladen | Steingrab         | Langen am Radberg (52° 30′ 57,9″ N, 7° 27′ 41,8″ O)            | ABl. der Regierung in Osnabrück Nr. 9 v. 2.05.1956 S. 32.         |             | ND EL 00072 |
| Fotos hochladen | Steingrab         | Langen Zu den Hünensteinen 11 (52° 30′ 14,2″ N, 7° 33′ 5,4″ O) | ABl. der Regierung in Osnabrück Nr. 9 v. 2.05.1956 S. 32.         |             | ND EL 00073 |
| BW              | Quellmoor         | Langen am Radberg (52° 30′ 54,6″ N, 7° 27′ 58,7″ O)            | ABl. der Regierung in Osnabrück Nr. 9 v. 2.05.1956 S. 32.         |             | ND EL 00075 |
| BW              | Kleines Wittefehn | Langen Brookstraße (52° 34′ 18,1″ N, 7° 26′ 34,1″ O)           | ABl. der Regierung in Osnabrück Nr. 31 v. 2.08.1991 S. 880.       |             | ND EL 00106 |
| BW              | Faller Moor       | Lengerich (52° 33′ 5,2″ N, 7° 30′ 6,2″ O)                      | ABl. für den Regierungsbezirk Weser-Ems Nr. 1 v. 6.01.1989 S. 14. |             | ND EL 00100 |
| BW              | Ilexhain          | Wettrup (52° 36′ 35,1″ N, 7° 33′ 25,9″ O)                      | ABl. der Regierung in Osnabrück Nr. 9 v. 2.05.1956 S. 32.         |             | ND EL 00078 |

## Samtgemeinde Nordhümmling
| Bild                          | Bezeichnung                                                              | Ort, Lage                                                        | Beschreibung                                               | Schutzzweck | Nummer      |
| ----------------------------- | ------------------------------------------------------------------------ | ---------------------------------------------------------------- | ---------------------------------------------------------- | ----------- | ----------- |
| mehr Fotos \| Fotos hochladen | 2 Hügelgräber "Auf dem Wohlde" (Hier ist tatsächlich nur ein Hügelgrab!) | Surwold südlich von Börgerwald (52° 57′ 55,4″ N, 7° 31′ 10,1″ O) | ABl. der Regierung in Osnabrück Nr. 10 v. 1.06.1957 S. 50. |             | ND EL 00041 |

## Samtgemeinde Sögel
| Bild                          | Bezeichnung                                                                       | Ort, Lage                                                           | Beschreibung                                                         | Schutzzweck | Nummer      |
| ----------------------------- | --------------------------------------------------------------------------------- | ------------------------------------------------------------------- | -------------------------------------------------------------------- | ----------- | ----------- |
| mehr Fotos \| Fotos hochladen | Hügel mit Buche und Steingrab: "Vaogelbarg" mit Großsteingrab Börger III          | Börger Bergstraße 5 (52° 54′ 44,7″ N, 7° 31′ 39″ O)                 | ABl. der Regierung in Osnabrück Nr. 10 v. 1.06.1957 S. 50.           |             | ND EL 00038 |
| mehr Fotos \| Fotos hochladen | Findling "Opferstein"                                                             | Börger Bergstraße 11 (52° 54′ 44,4″ N, 7° 31′ 32,6″ O)              | ABl. der Regierung in Osnabrück Nr. 10 v. 1.06.1957 S. 50.           |             | ND EL 00039 |
| mehr Fotos \| Fotos hochladen | Hünengrab "Steenhus in Börger"                                                    | Börger Am Hünenstein 16 (52° 54′ 52,9″ N, 7° 31′ 41,5″ O)           | ABl. der Regierung in Osnabrück Nr. 10 v. 1.06.1957 S. 50.           |             | ND EL 00040 |
| mehr Fotos \| Fotos hochladen | Osterbrink                                                                        | Börger Up'n Riegen (52° 54′ 34,6″ N, 7° 32′ 22,4″ O)                | ABl. für den Regierungsbezirk Osnabrück Nr. 24 v. 31.12.1965 S. 206. |             | ND EL 00042 |
| mehr Fotos \| Fotos hochladen | Steingrab (Großsteingrab im Ipeken)                                               | Groß Berßen nahe Hüvener Straße 3 (52° 46′ 52,2″ N, 7° 30′ 12,4″ O) | ABl. der Preuß. Regierung in Osnabrück Nr. 10 v. 12.03.1938 S. 32.   |             | ND EL 00011 |
| mehr Fotos \| Fotos hochladen | Steingrab (Großsteingrab Ipeken Tannenwald)                                       | Groß Berßen (52° 46′ 51,9″ N, 7° 30′ 25,2″ O)                       | ABl. der Preuß. Regierung in Osnabrück Nr. 10 v. 12.03.1938 S. 32.   |             | ND EL 00012 |
| BW                            | 8 Hügelgräber                                                                     | Sögel Staverner Straße (52° 48′ 48,3″ N, 7° 28′ 28,9″ O)            | ABl. der Regierung in Osnabrück Nr. 11 v. 15.06.1963 S. 61.          |             | ND EL 00020 |
| mehr Fotos \| Fotos hochladen | Großsteingrab: Großsteingrab Püttkesberge                                         | Sögel (52° 49′ 48,8″ N, 7° 30′ 38,1″ O)                             | ABl. der Preuß. Regierung in Osnabrück Nr. 51 v. 18.12.1936 S. 162.  |             | ND EL 00025 |
| BW                            | 2 Hügelgräber                                                                     | Spahnharrenstätte (52° 52′ 25,3″ N, 7° 35′ 36,2″ O)                 | ABl. der Preuß. Regierung in Osnabrück Nr. 19 v. 8.05.1937 S. 44.    |             | ND EL 00026 |
| BW                            | Hügelgräber                                                                       | Spahn (52° 52′ 7,6″ N, 7° 33′ 32,1″ O)                              | ABl. der Preuß. Regierung in Osnabrück Nr. 19 v. 8.05.1937 S. 44.    |             | ND EL 00028 |
| mehr Fotos \| Fotos hochladen | Steingrab Steenberg                                                               | Spahnharrenstätte (52° 52′ 38,8″ N, 7° 35′ 17,7″ O)                 | ABl. der Preuß. Regierung in Osnabrück Nr. 19 v. 8.05.1937 S. 44.    |             | ND EL 00029 |
| mehr Fotos \| Fotos hochladen | Steingrab Bruneforth: Großsteingrab Auf Bruneforths Esch                          | Stavern (52° 46′ 58,3″ N, 7° 26′ 13,9″ O)                           | ABl. der Preuß. Regierung in Osnabrück Nr. 10 v. 12.03.1938 S. 32.   |             | ND EL 00008 |
| mehr Fotos \| Fotos hochladen | Hügelgräber: Grabhügelfeld in den Dünentannen                                     | Stavern (52° 46′ 37,9″ N, 7° 25′ 45,8″ O)                           | ABl. der Preuß. Regierung in Osnabrück Nr. 10 v. 12.03.1938 S. 32.   |             | ND EL 00009 |
| mehr Fotos \| Fotos hochladen | Steingräber: Großsteingräber Deymanns Mühle I-IV                                  | Stavern (52° 46′ 23,9″ N, 7° 25′ 49,9″ O)                           | ABl. der Preuß. Regierung in Osnabrück Nr. 10 v. 12.03.1938 S. 32.   |             | ND EL 00010 |
| mehr Fotos \| Fotos hochladen | Steingrab: Großsteingrab Am Osteresch                                             | Stavern Am Steinberg 2 (52° 46′ 23,9″ N, 7° 25′ 49,9″ O)            | ABl. der Regierung in Osnabrück Nr. 6 v. 14.03.1953 S. 18.           |             | ND EL 00018 |
| BW                            | Heidekolk am Schlagbrücker Weg                                                    | Stavern Schlagbrückener Weg (52° 45′ 27,3″ N, 7° 22′ 7,1″ O)        | ABl. für den Regierungsbezirk Weser-Ems Nr. 1 v. 6.01.1989 S. 14.    |             | ND EL 00098 |
| BW                            | Madillenteich                                                                     | Stavern (52° 45′ 47,4″ N, 7° 22′ 18,9″ O)                           | ABl. für den Regierungsbezirk Weser-Ems Nr. 1 v. 6.01.1989 S. 14.    |             | ND EL 00099 |
| mehr Fotos \| Fotos hochladen | Hügelgräberfeld: Grabhügelfeld auf dem Windberg                                   | Werpeloh (52° 52′ 42,8″ N, 7° 31′ 36″ O)                            | ABl. der Preuß. Regierung in Osnabrück Nr. 19 v. 8.05.1937 S. 44.    |             | ND EL 00030 |
| mehr Fotos \| Fotos hochladen | 2 Steingräber: Großsteingräber auf der Buschhöhe, Großsteingrab Werpeloh IV und V | Werpeloh (52° 52′ 21,9″ N, 7° 31′ 30,6″ O)                          | ABl. der Preuß. Regierung in Osnabrück Nr. 19 v. 8.05.1937 S. 44.    |             | ND EL 00031 |
| mehr Fotos \| Fotos hochladen | Steingrab: Großsteingrab Werpeloh III                                             | Werpeloh (52° 52′ 44,9″ N, 7° 31′ 27,9″ O)                          | ABl. der Preuß. Regierung in Osnabrück Nr. 19 v. 8.05.1937 S. 44.    |             | ND EL 00032 |
| mehr Fotos \| Fotos hochladen | Steenhus in den Klöbertannen                                                      | Werpeloh Klöbertannen (52° 53′ 13,2″ N, 7° 29′ 25,8″ O)             | ABl. der Regierung in Osnabrück Nr. 10 v. 1.06.1957 S. 50.           |             | ND EL 00036 |

## Samtgemeinde Spelle
In der Samtgemeinde Spelle sind keine Naturdenkmale verordnet.

## Samtgemeinde Werlte
| Bild                          | Bezeichnung                            | Ort, Lage                                                        | Beschreibung                                                      | Schutzzweck | Nummer      |
| ----------------------------- | -------------------------------------- | ---------------------------------------------------------------- | ----------------------------------------------------------------- | ----------- | ----------- |
| mehr Fotos \| Fotos hochladen | Steingrab: Großsteingrab Ostenwalde II | Ostenwalde Ostenwalder Straße 36 (52° 50′ 17″ N, 7° 35′ 16,4″ O) | ABl. der Preuß. Regierung in Osnabrück Nr. 19 v. 8.05.1937 S. 44. |             | ND EL 00027 |
| mehr Fotos \| Fotos hochladen | Großsteingrab: An den Hünensteinen     | Ostenwalde Emslandstraße 4 (52° 50′ 13,8″ N, 7° 35′ 22,7″ O)     | ABl. der Regierung in Osnabrück Nr. 10 v. 1.06.1957 S. 50.        |             | ND EL 00035 |